# Castel Morrone
Castel Morrone é uma comuna italiana da região da Campania, província de Caserta, com cerca de 3.985 habitantes. Estende-se por uma área de 25 km², tendo uma densidade populacional de 159 hab/km². Faz fronteira com Caiazzo, Capua, Caserta, Limatola (BN), Piana di Monte Verna.

## Demografia
| Variação demográfica do município entre 1861 e 2011                               |
|                                                                                   |
| Fonte: Istituto Nazionale di Statistica (ISTAT) - Elaboração gráfica da Wikipedia |